# Gundlakamma (río)

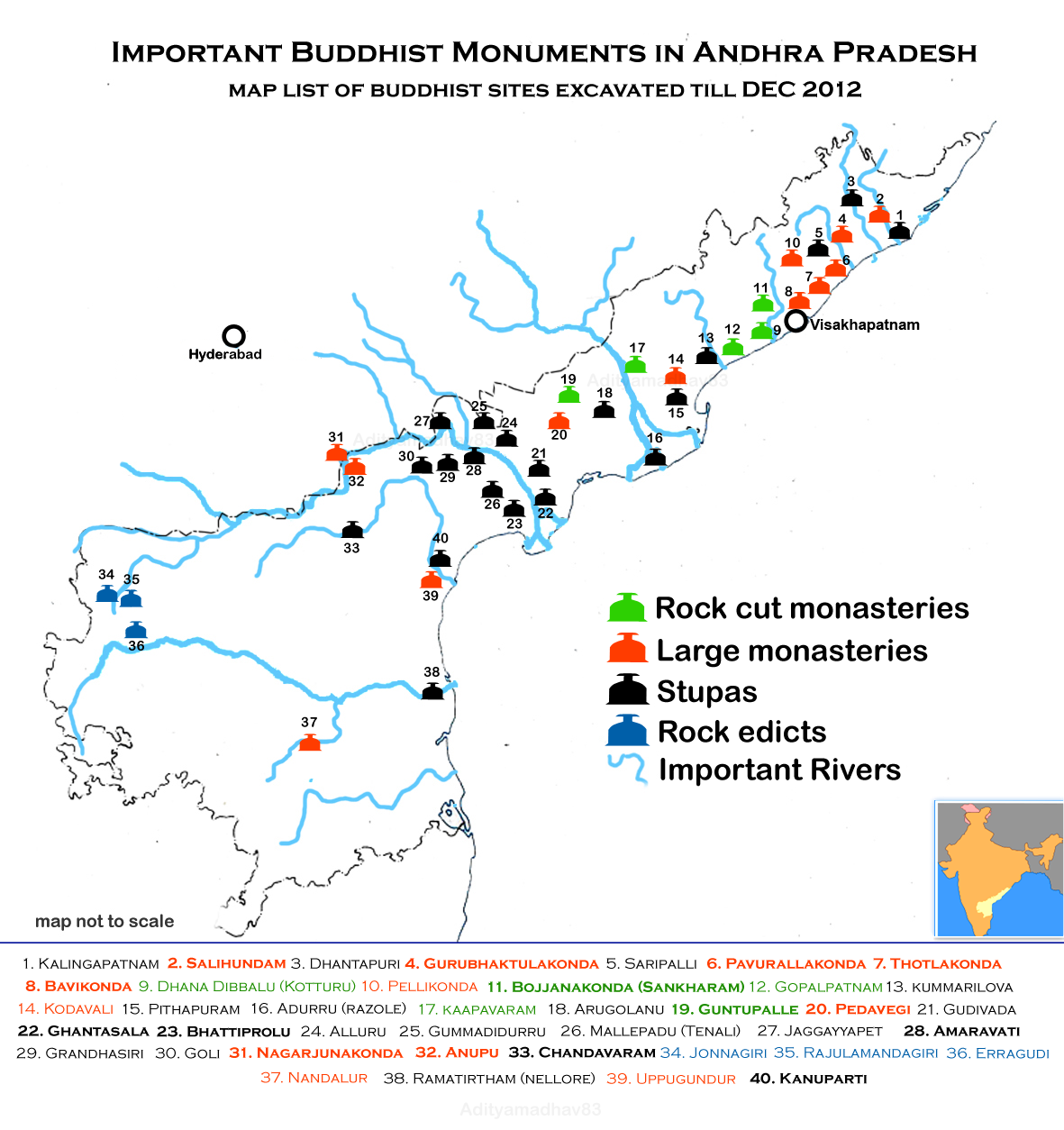
El río Gundlakamma sirvió como una importante vía navegable atravesando sitios budistas como Chandavaram, Dupadu, Chejarla, Grandhasiri, Kanuparti, Uppugundur y Motupalli de Andhra Pradesh.

El río Gundlakamma (en télugu: గుండ్లకమ్మ నది) es una vía navegable estacional que fluye a través de la parte centro-este del estado de Andhra Pradesh, India. Nace en los montes Nallamala, un ramal de los Ghats orientales. Su cabecera principal se encuentra a unos 6 km del pueblo de Ardhaveedu, distrito de Prakasam, a una altitud de 425 m s. n. m. Numerosos arroyos de montaña se unen a él mientras desciende por las colinas densamente boscosas a través de una serie de meandros. Sigue una dirección noreste y entra en las llanuras cerca de Cumbum (Andhra Pradesh), después de atravesar la ciudad que lleva su nombre. Gundlakamma es el más grande de todos los ríos que se originan en los montes Nallamalla.
Una presa del siglo XV construida por los reyes Gajapati se extiende a ambos lados del río en su entrada a las llanuras. Es una presa de materiales sueltos que tapona el caudal del río. Es llamada presa Cumbum, tiene 17 m de altura, un área de drenaje de 1100 km² y una capacidad de 105 000 000 m³. El río continúa su curso y pasa por la ciudad de Markapur y se dirige a la costa de Coromandel a través de la ciudad de Addanki. Finalmente entra en el golfo de Bengala, a unos 19 km al este de Ongole después de haber recorrido una distancia de 225 km.

## Presas
Además de la antigua presa en Cumbum mencionada anteriormente, también se ha construido una moderna presa llamada Proyecto embalse Gundlakamma (Gundlakamma Reservoir Project) al otro lado del río en Mallavaram, distrito de Prakasam. Con unos 24 m de altura, esta presa tiene una capacidad de 110 000 000 m³ y puede irrigar 330 km² de terreno. También proporcionará agua potable a las 250 000 personas que viven en Ongole y sus aldeas circundantes. La parte inferior de la cuenca del río está irrigada por el agua del río Krishná a través del canal de la orilla derecha de la presa de Nagarjuna Sagar.
El proyecto Veligonda está en construcción para conectar la cuenca del río con la cuenca adyacente del río Krishná mediante un túnel de 20 km de largo desde el embalse de Srisailam. La construcción de un embalse de almacenamiento de 40 tmcft de capacidad también es parte de este proyecto. Una vez que se complete, la confiabilidad del suministro de agua a todos los proyectos de riego en la cuenca fluvial mejorará fuertememente.

## Puentes
La vía férrea Guntur - Guntakal de la división ferroviaria de Guntur cruza el río sobre el terraplén en Cumbum, así como en otros dos lugares anteriores. La línea principal Vijayawada – Chennai del mismo ferrocarril cruza el río unos kilómetros antes de su desembocadura (pueblo de Karavadi). Cerca del mismo lugar, la Ruta Nacional 5 también cruza el río en el pueblo de Vellampalli. Es un río estacional.

## Inundaciones
Aunque en general es un río domesticado, las fuertes lluvias monzónicas de 2001 hicieron que el río se desbordara e inundara áreas a lo largo de su curso. Aproximadamente 15 personas fueron arrastradas por las corrientes de agua en el mes de octubre de 2001.

## Turismo de naturaleza
El Gundla Brahmeswara Sanctuary se encuentra en la cuenca del río.